# Amblyopone clarki
Amblyopone clarki är en myrart som beskrevs av Wheeler 1927. Amblyopone clarki ingår i släktet Amblyopone och familjen myror. Inga underarter finns listade i Catalogue of Life.

## Bildgalleri

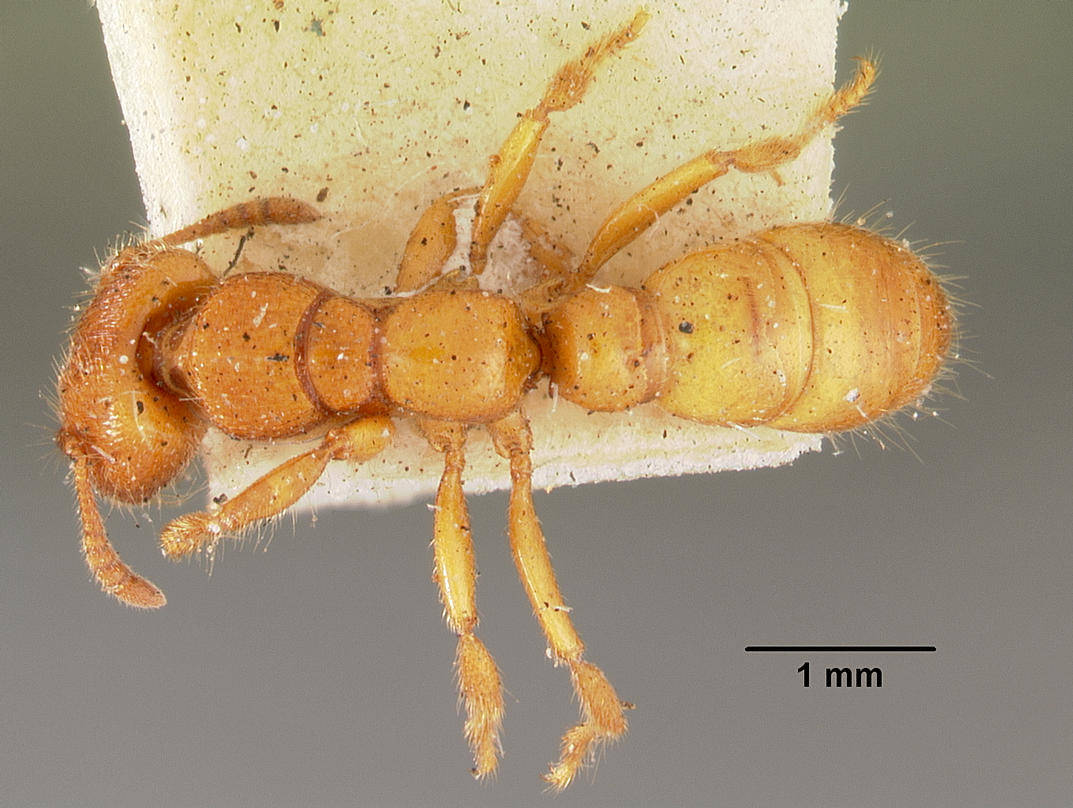
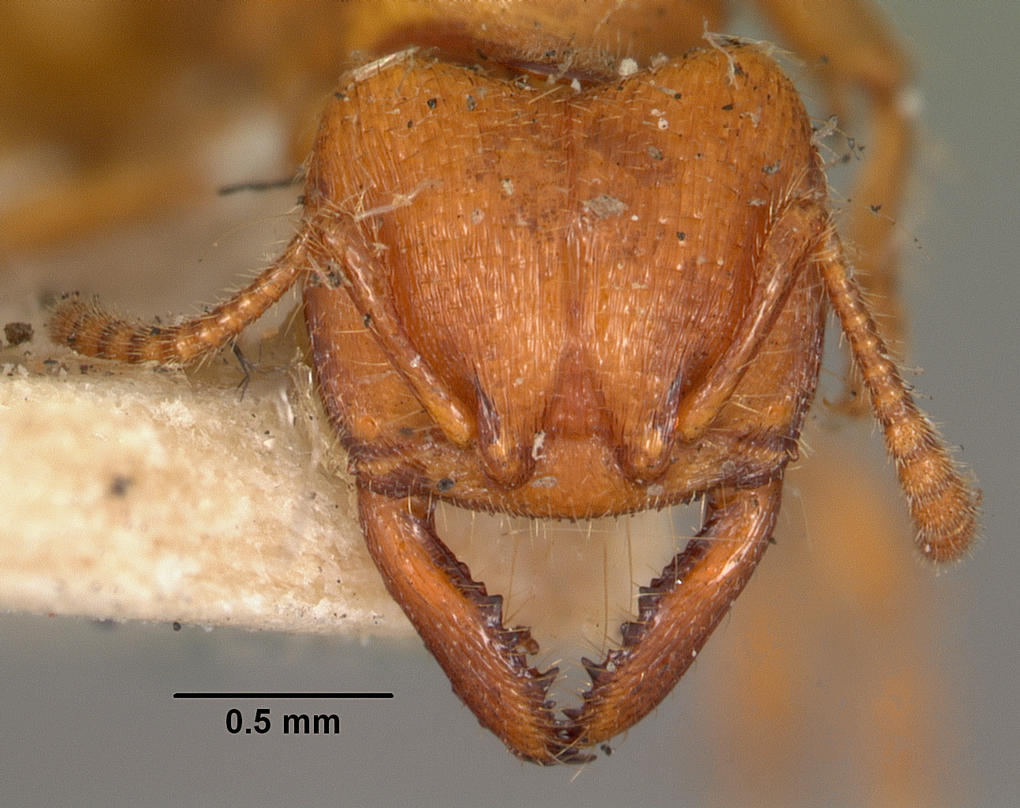
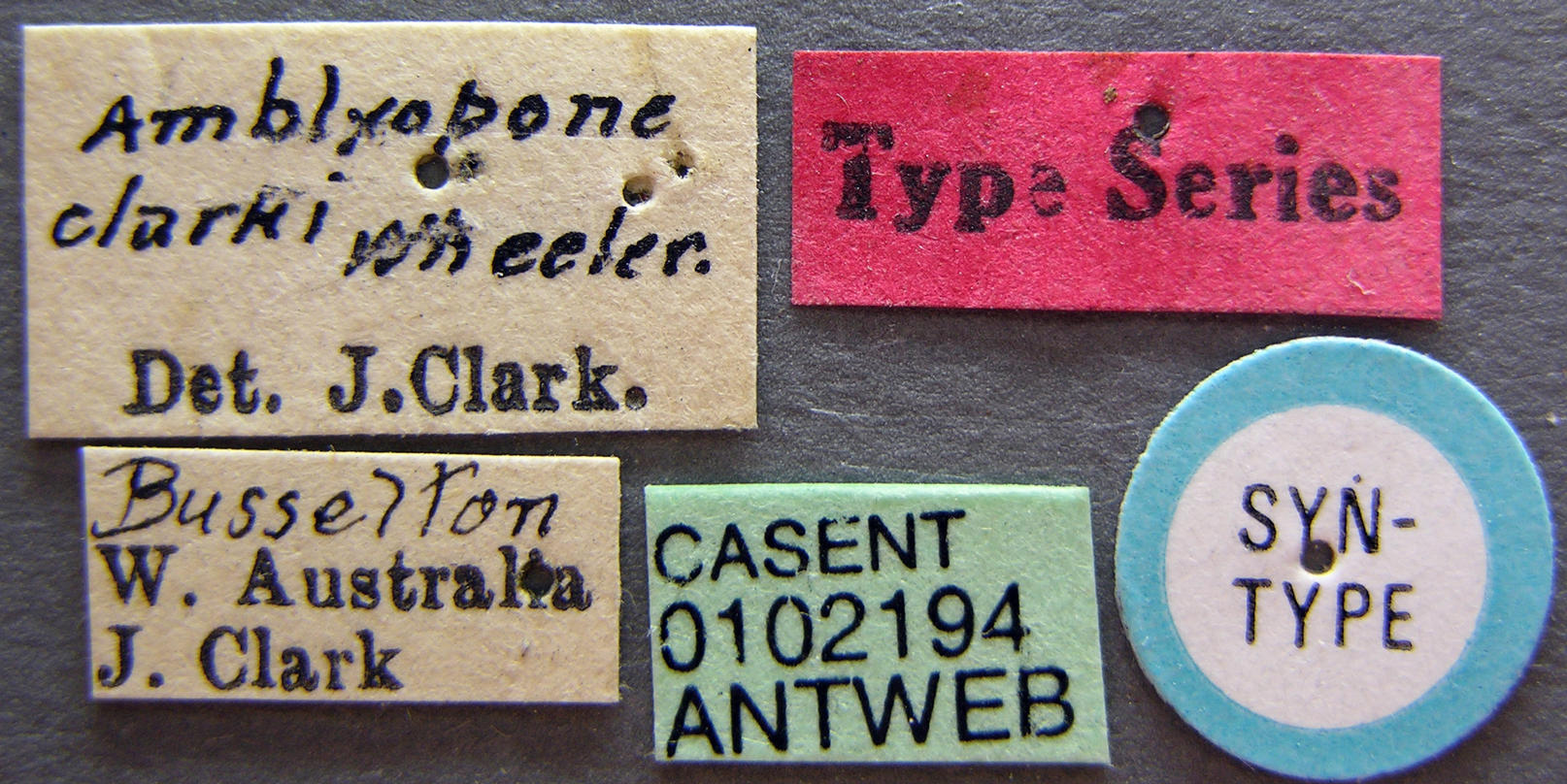
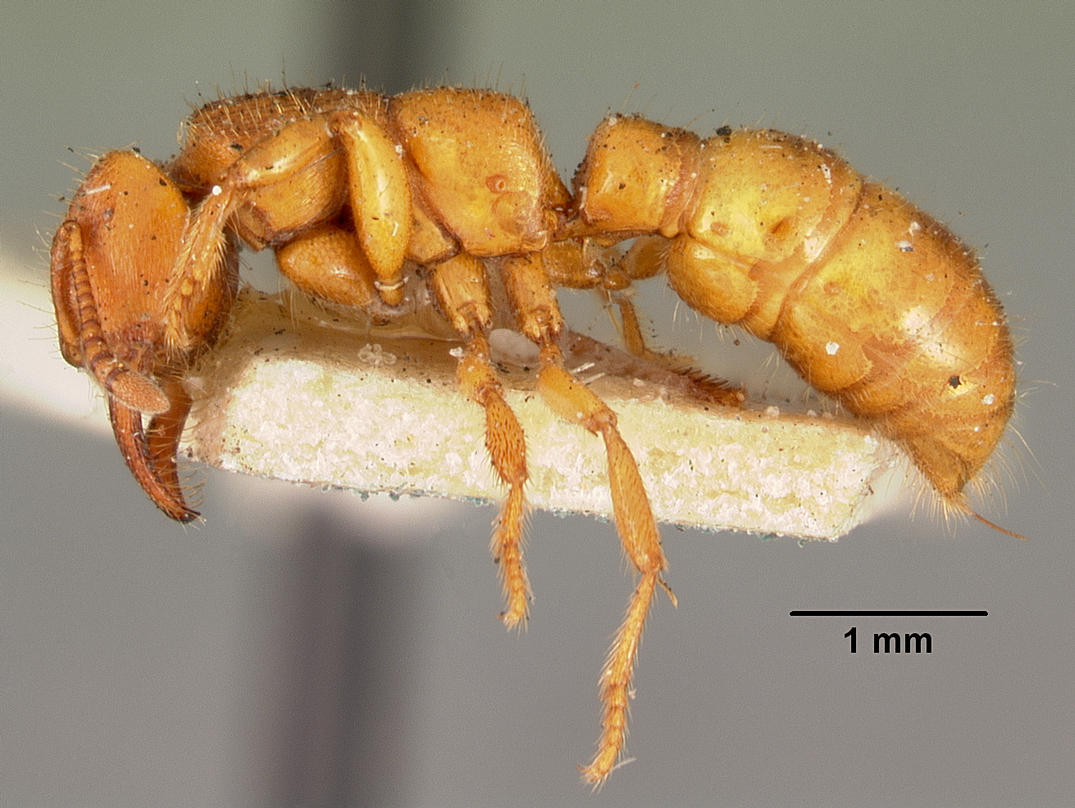
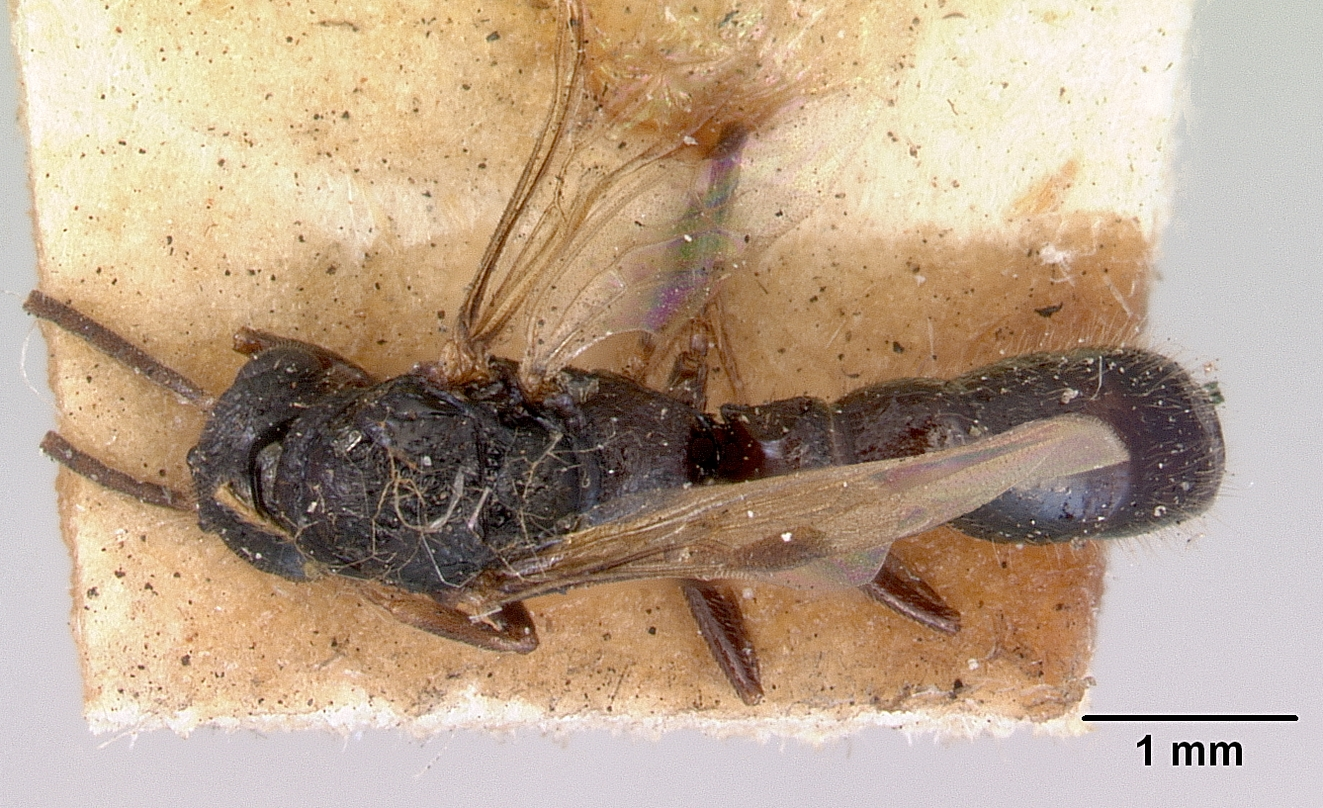
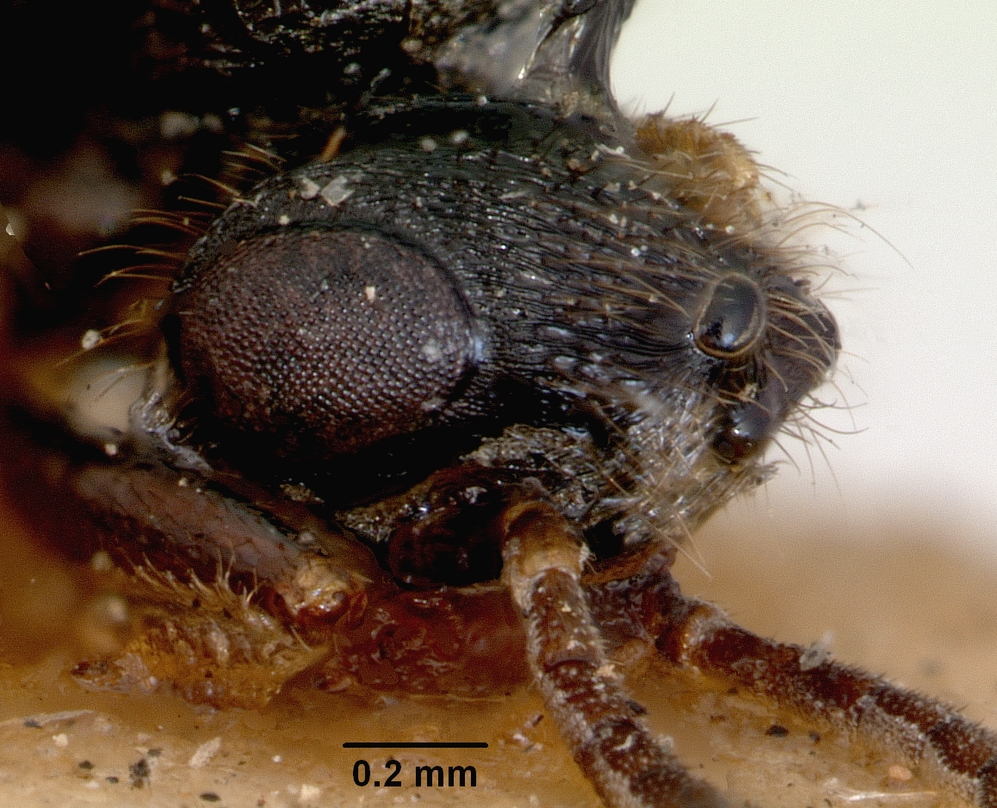